# محمد عبدالله‌پور
محمد عبدالله‌پور (زاده ۱۳۴۲ آستانه اشرفیه) سرتیپ دوم سپاه پاسداران انقلاب اسلامی است، که از ۱۳۹۴ تا ۱۴۰۲ فرماندهی سپاه قدس گیلان را برعهده داشت.
وی فعالیت نظامی را در سال ۱۳۵۹ در بسیج آغاز کرد، در سال ۱۳۶۰ به سپاه پاسداران پیوست و مراتب فرماندهی را در لشکر ۲۵ کربلا طی نمود و در اواخر جنگ ایران و عراق فرماندهی گردان حمزه لشکر ۱۶ قدس را برعهده داشت.
عبدالله‌پور از ۱۳۸۸ تا ۱۳۹۱ معاون هماهنگ‌کننده و رئیس ستاد سپاه قدس گیلان بود، از ۱۳۹۱ تا ۱۳۹۴ به‌عنوان جانشین فرمانده سپاه قدس گیلان فعالیت می‌کرد و از اردیبهشت‌ماه ۱۳۹۴ تا مهرماه ۱۴۰۲ فرمانده سپاه قدس گیلان بود. او در سال ۱۴۰۲ به‌دلیل سرکوب خشونت‌آمیز اعتراضات ۱۴۰۱ توسط وزارت خزانه‌داری آمریکا تحریم شد.